# Louis Nguyễn Anh Tuấn
Louis Nguyễn Anh Tuấn (ur. 6 kwietnia 1960 w Đà Nẵng) – wietnamski duchowny rzymskokatolicki, doktor teologii, biskup pomocniczy Hô Chí Minh w latach 2017–2023, biskup diecezjalny Hà Tĩnh od 2023.

## Życiorys
Louis Nguyễn Anh Tuấn urodził się 6 kwietnia 1960 w Đà Nẵng w prowincji Quảng Nam. W 1993 wstąpił do wyższego seminarium św. Józefa w Hô Chí Minh i po sześciu latach formacji kapłańskiej, 30 czerwca 1990 przyjął święcenia prezbiteratu.
Po święceniach pełnił następujące funkcje: 1999-2001: wikariusz parafii w dystrykcie Phú Nhuận; 2001–2007: student na Papieskim Instytucie im. Jana Pawła II ds. Rodziny w Rzymie – uzyskując doktorat z teologii; 2007–2014: zastępca dyrektora Centrum Duszpasterskiego archidiecezji Hô Chí Minh; 2009–2014: sekretarz Konferencji Episkopatu prowincji kościelnej miasta Hô Chí Minh; 2007–2017: przewodniczący Komisji ds. Rodziny; 2014–2017: dyrektor Sekretarza Generalnego Konferencji Episkopatu Wietnamu.
25 sierpnia 2017 papież Franciszek prekonizował go biskupem pomocniczym archidiecezji Hô Chí Minh ze stolicą tytularną Catrum. Święcenia biskupie otrzymał 14 października 2017 na dziedzińcu seminarium św. Józefa w Ho Chi Minh. Udzielił mu ich Paul Bùi Văn Đọc, arcybiskup metropolita Hô Chí Minh, w asyście Josepha Đăng Đúc Ngâna, biskupa diecezjalnego Ðà Nẵng i Pierra Nguyễn Văn Khảma, biskupa diecezjalnego Mỹ Tho. Jako zawołanie biskupie przyjął słowa „Hic ego sum”.
19 marca 2021 papież Franciszek mianował go administratorem apostolskim sede vacante diecezji Hà Tĩnh, zaś 25 marca 2023 papież przeniósł go na urząd biskupa diecezjalnego tejże diecezji.